# Процес (фільм, 1989)
Процес — радянський художній фільм 1989 року, знятий на кіностудії «Мосфільм».

## Сюжет
Фільм, створений на основі матеріалів реальних кримінальних справ, про судовий процес над торговою мафією. На лаві підсудних директор продуктового магазину Рунич і його товариші по службі…

## У ролях
- Рим Аюпов — Олександр Іванович Постников, суддя
- Володимир Стеклов — Євген Іванович Амелін, слідчий
- Володимир Качан — Юрій Ілліч Сидорін, адвокат Рунича
- Галина Щепєтнова — Світлана Антонівна Глушкова, адвокат Жильцова
- Володимир Самойлов — Ігнатій Сергійович Рунич, підсудний
- Олександр Феклістов — Микола Жильцов, підсудний
- Любомирас Лауцявічюс — Віктор Григорович Шилов, підсудний
- Марина Поліцеймако — Алла Петрівна Ломакіна, підсудна
- Олександр Павлов — Леонід Миколайович Авер'янов, підсудний
- Віктор Цепаєв — Філіппов, голова обласного суду
- Михайло Данилов — Михайло Іванович Коритов, слідчий
- Михайло Філіппов — Ігор Володимирович Удальцов, слідчий
- Віра Івлєва — Грачова, прокурор
- Павло Сиротін — Павло, адвокат Авер'янова
- Людмила Карауш — Людмила Іванівна, адвокат Ломакіної
- Володимир Привалов — адвокат Шилова
- Тетяна Агафонова — Марія Трохимівна, засідатель
- Віктор Нестеров — засідатель
- Олександр Числов — секретар суду
- Людмила Полякова — Лариса Григорівна Городничева, директор магазина 56 Жовтневого району
- Андрій Степанов — Яків Петрович Дремлюк, викладач політекономії
- Валентин Нікулін — Леонід Данилович Русланов, музикант
- Афанасій Кочетков — Ілля Ілліч Коломійцев
- Всеволод Платов — Панков
- Віра Алентова — Надія Євгенівна Поплавська
- Володимир Долинський — Бєлєнькій
- Марія Виноградова — Алевтина Іванівна Сазонова
- Андрій Шитіков — Ахтирський-молодший
- Валентина Ушакова — Островська-Рунич Ірина Михайлівна, дружина Рунича
- Ірина Знаменщикова — Ольга Кузьмівна Жильцова
- Алла Мещерякова — Людмила, дружина Амеліна
- Раїса Рязанова — дружина Постникова
- Марія Бєлкіна — Олена, дочка Рунича
- Олександр Аронов — журналіст
- Вадим Александров — епізод
- Борис Бєляков — Борис Дмитрович, чоловік Ломакіної
- Ольга Богачова — епізод
- Наталія Галаджева — епізод
- Євген Дегтяренко — епізод
- Сергій Данилевич — епізод
- Олексій Дроздов — епізод
- Тамара Залецька — епізод
- Микола Крюков — епізод
- Анатолій Льовін — епізод
- Євген Лаптєв — епізод
- Георгій Мартиросян — Сергій Сергійович
- Олена Муратова — епізод
- Сергій Останін — епізод
- Наталія Позднякова — Валя
- Юрій Прокопович — епізод
- Євген Рогов — епізод
- Микола Тарасов — епізод
- Юрій Топалер — Юрій Борисович, режисер
- Валерій Фролов — епізод
- Галина Чуриліна — дружина Авер'янова
- Геннадій Ялович — епізод
- Христина Серебрякова — Маша, дочка Амеліна
- Роман Баришев — син Амеліна
- Кирило Симонов — епізод
- Маріанна Кузнецова — епізод

## Знімальна група
- Режисер — Олексій Симонов
- Сценарист — Анатолій Гребнєв
- Оператор — Микола Васильков
- Композитор — Вадим Біберган
- Художник — Лев Грудєв